# Lüneburské vřesoviště

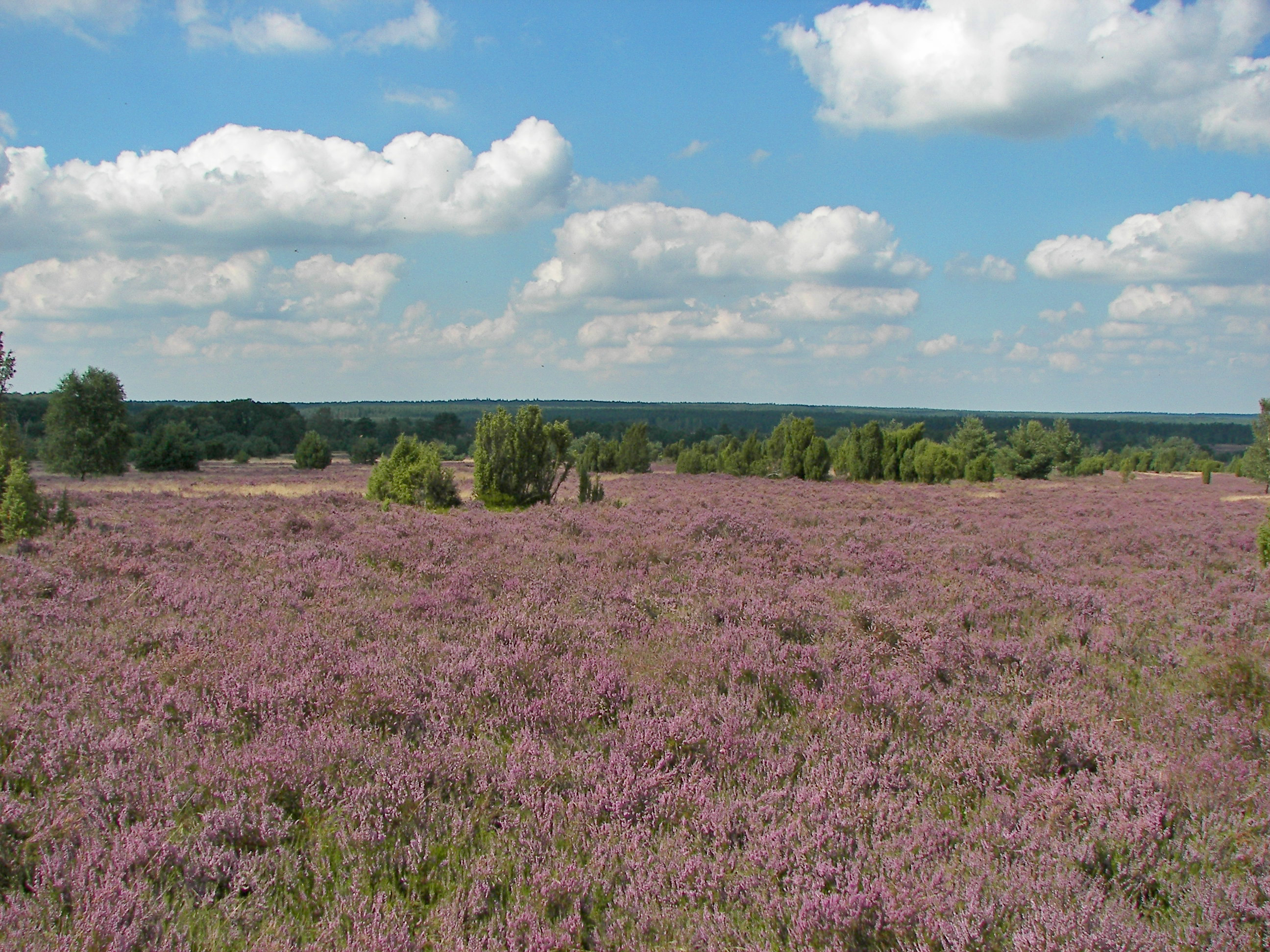
Lüneburské vřesoviště

Lüneburské vřesoviště (německy Lüneburger Heide) je území v Dolním Sasku. Leží 30 kilometrů od Lüneburgu. Jde o první evropské velkoplošné chráněné území vyhlášené mimo vysokohoří či daleký sever. Slouží k ochraně biodiverzity, vědeckému výzkumu, řízené péči, osvětě i rekreaci.

## Historie

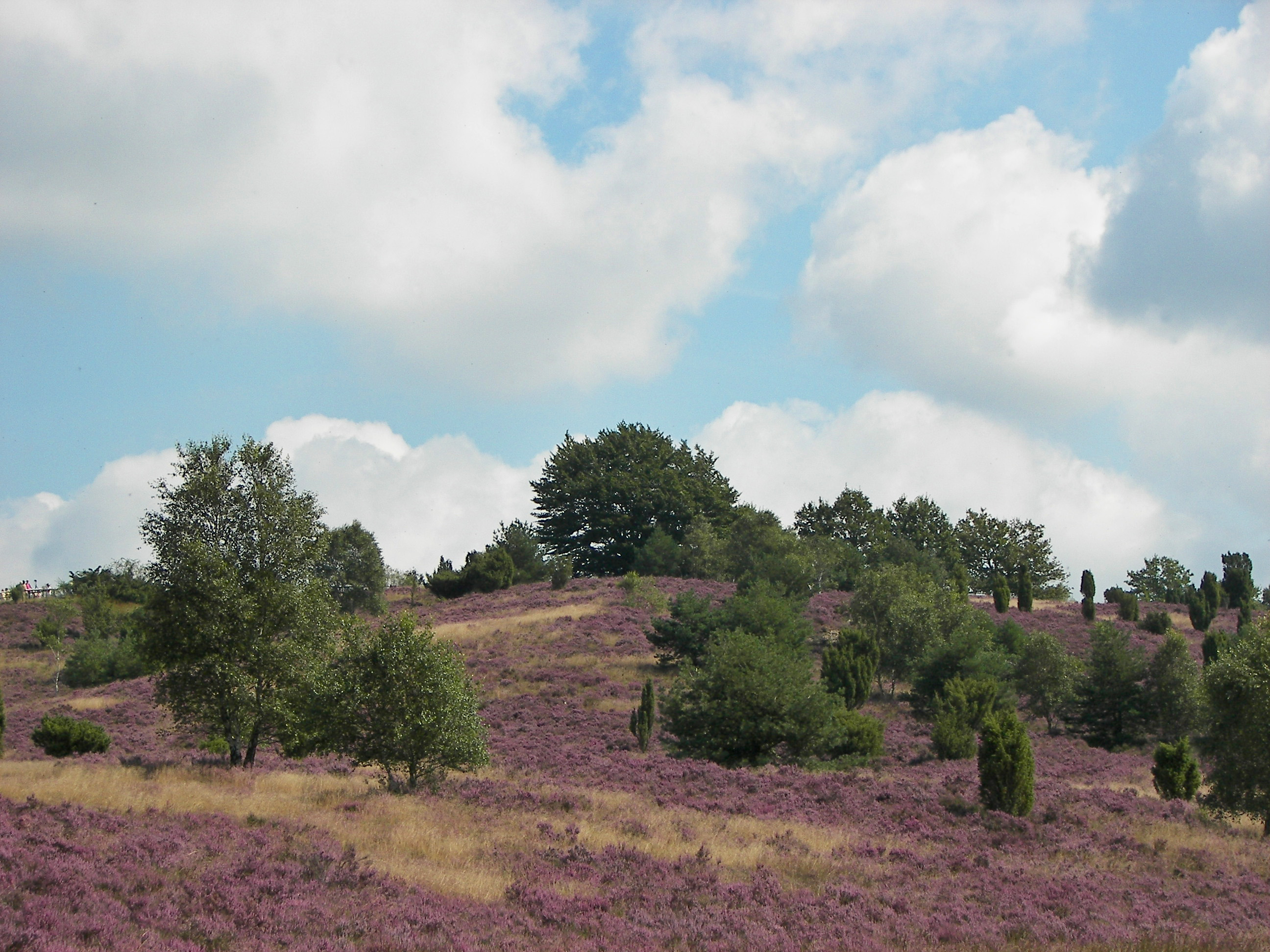
Wilseder Berg

Území bylo osídleno již v neolitu, což dokládají mohyly a pohřebiště. V rámci rezervace stojí 8 větších sídlišť a dalších 10 dvorců, které obklopuje zeleň vysázená jako ochrana před požáry. V období 3000 př. n. l. bylo území porostlé souvislými lesy, kde převažovaly březové doubravy, které lidé později káceli a vypalovali. Jejich místo zaujal vřes, který se zde již předtím omezeně vyskytoval. Do poloviny 18. století se tu podle historických map rozkládala rozlehlá území porostlá vřesem a místy jalovci. V polovině 19. století byla vřesoviště likvidována zemědělstvím a vysazováním monokultur jehličnanů. Na počátku 20. století se začalo se záchranou zbytků původní podoby.
V roce 1909 byl založen soukromý spolek Verein Naturschutzpark, o rok později se začal věnovat Lüneburskému vřesovišti, zakoupil pozemky kolem Wilseder Bergu a získal i další pozemky. V roce 1911 byly hranice chráněného parku uznány státem, který zde o deset let později vyhlásil přírodní rezervaci. Na jihozápadním okraji rezervace v roce 1938 Luftwaffe postavila polní letiště, což narušilo terén i ekosystémy. Byl zde pohřben říšský vůdce SS, Heinrich Himmler. V dubnu 1945 jej zabralo britské vojsko a plochu 3 000 ha používalo jako tankodrom. Britové území opustili na počátku 90. let po protestech ochránců i veřejnosti. Nová výstavba je regulována, žije zde 1500 stálých obyvatel. Chráněny jsou stavební památky lidové architektury.
V roce 1967 rezervace obdržela od Rady Evropy Evropský diplom. V roce 1999 byla vyhlášena významným ptačím územím. Je zařazena i do soustavy chráněných území evropského významu Natura 2000.

## Ochrana přírody

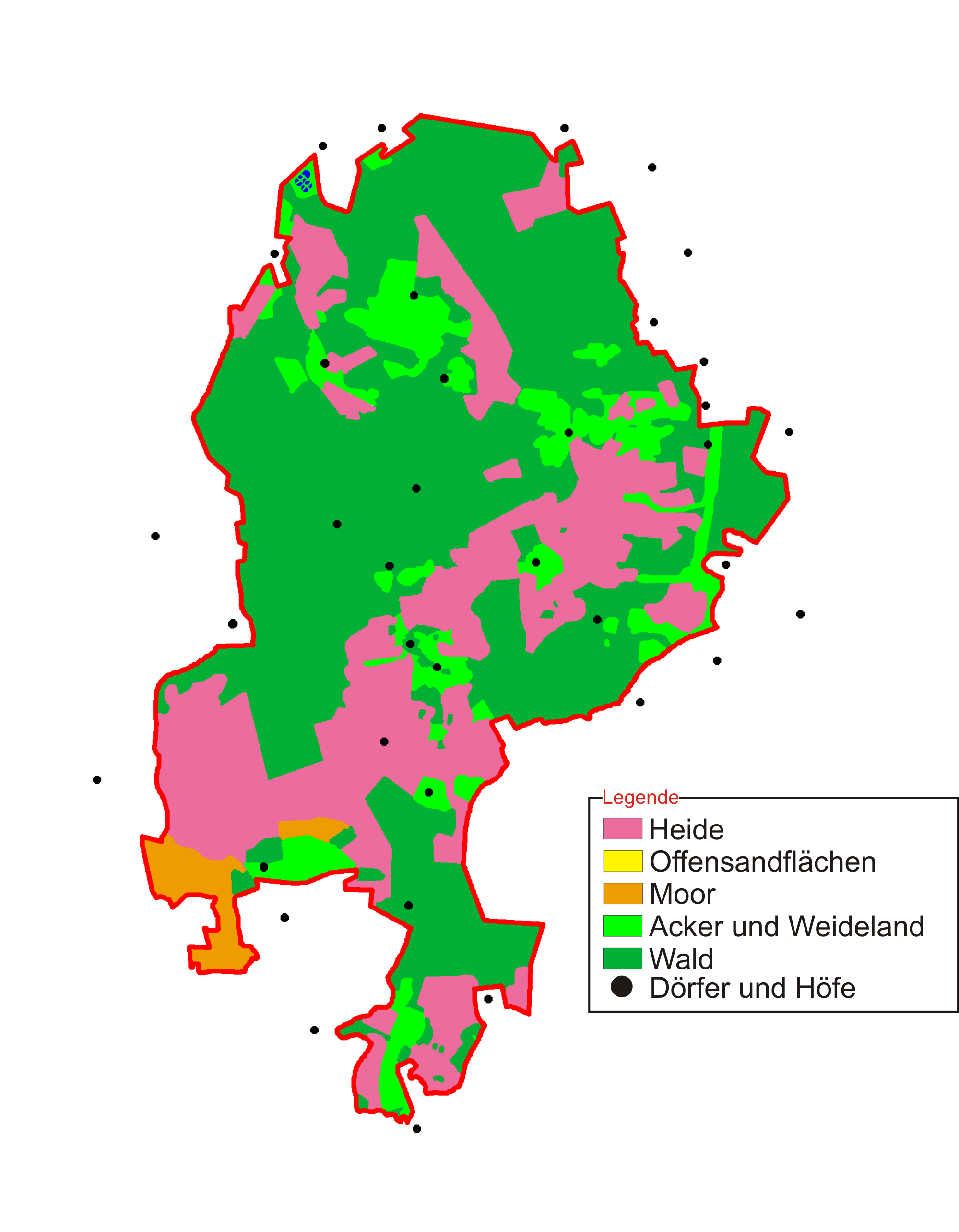
Mapa využití půdy v chráněném území

Lüneburské vřesoviště je součástí Severoněmecké nížiny. Leží mezi řekami Aller a Labe. Geologický podklad oblasti tvoří ledovcové usazeniny. Stejně se nazývá i zdejší chráněné území, které se rozkládá kolem nejvyššího bodu Wilseder Berg (169 m n. m.).
Přírodní park Lüneburger Heide zaujímá plochu o rozloze 107 000 ha, v něm se nachází stejnojmenná řízená přírodní rezervace mezinárodní kategorie IV o velikosti 23 400 ha. Ochranářskou péči stále řídí Verein Naturschutzpark, který vlastní či si pronajímá třetinu rezervace 8 500 ha, z čehož 5 100 ha pokrývají vřesoviště. O vřesoviště se pečuje pomocí metod tradičního hospodaření – pastvou, vypalováním přestárlých porostů a seškrabáváním s vrstvou humusu, který brání obnově vřesu. K opylení se chovají roje včel. Vřesoviště vznikla a jsou udržována právě pastvou. Rohaté ovce plemene Heidschnucke spásají vřes a brání růstu dřevin, jejich činnosti odolá jen pichlavý jalovec. Dříve docházelo k odvodňování bažin, v rámci obnovy se meliorační struhy zasypávají a kácejí se i nalétané dřeviny. V minulosti se tu těžila rašelina, ale těžba ustala, aby podloží nebylo narušeno. Imise do vřesovišť přinášejí množství dusíku, který pomáhá v růstu některým trávám (např. metlička křivolaká). V boji s těmito nežádoucími druhy pomáhá vypalování a seškrabávání.

## Flóra
Nacházejí se zde rostlinná společenstva nízkých keříčků s převládajícím vřesem obecným. Na živiny bohatších stanovištích rostou spolu s ním kručinka chlupatá (Genista pilosa) a kručinka anglická (Genista anglica). Na méně osluněných místech se nacházejí borůvky, brusinky a šicha černá (Empetrum nigrum). Na suchých místech prorůstá dutohlávka a mech ploník. Na vlhčích místech a rašeliništích se daří trávě jménem bezkolenec modrý (Molinia caerulea).

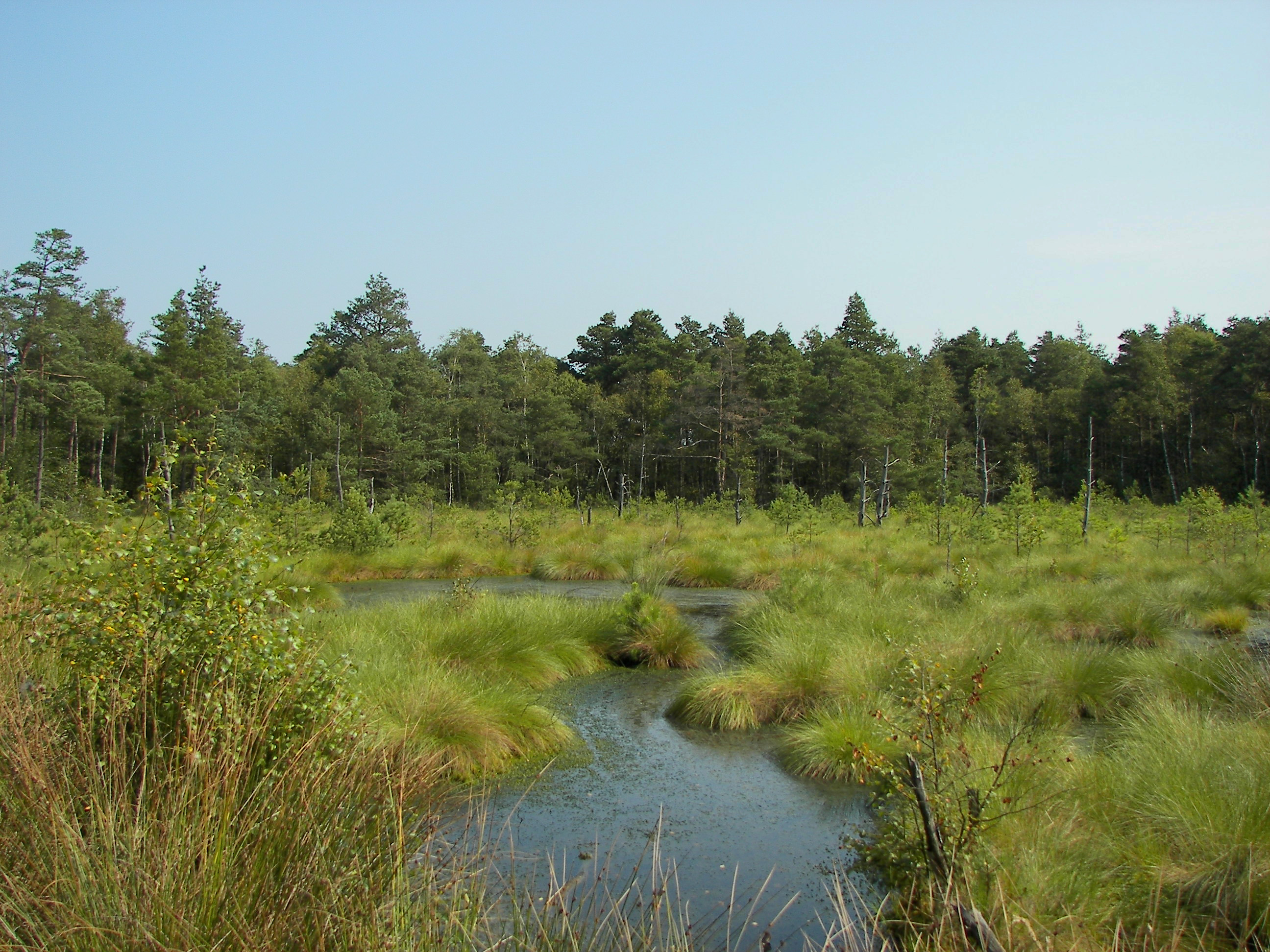
Bažina Pietzmoor

Na mokřadech se nacházejí zejména rašeliniště, kde roste vřesovec čtyřřadý, tomu se daří i na vlhčích místech vřesovišť. Mezi různými druhy rašeliníku rostou ostřice, suchopýry, suchopýrek trsnatý (Trichophorum caespitosum), masožravá rosnatka prostřední (Drosera intermedia), vřesovcovité tu zastupují kyhanka sivolistá (Andromeda polifolia) a klikva bahenní. V podkladu roste prstnatec rašeliništní (Dactylorhiza sphagnicola). Na vlhkých loukách, kde převládají rostliny z rodu bezkolenec, rozkvétají hořec hořepník (Gentiana pneumonanthe) a liliovec kostilomka (Narthecium ossifragum).
Na suchých písčinách bez lesnatého porostu rostou mezernaté trávníky acidofilních trav, kde převažují kostřava ovčí (Festuca ovina), paličkovec šedavý (Corynephorus canescens), několik druhů divizen, hvozdík kropenatý (Dianthus deltoides), rozchodník ostrý (Sedum acre), mateřídouška úzkolistá (Thymus serpyllum) a bělolisty nejmenší a rolní (Filago minima, F. arvensis).
Rozsáhlé lesy, které porůstají přes 60 % rezervace, tvoří jehličnany, převážně borovice lesní. Nacházejí se zde také zbytky pastevních lesů se starými buky. V podrostu se daří cesmíně ostrolisté (Ilex aquifolium), v bylinném patře pak zimozelu severnímu (Linnaea borealis).

## Fauna

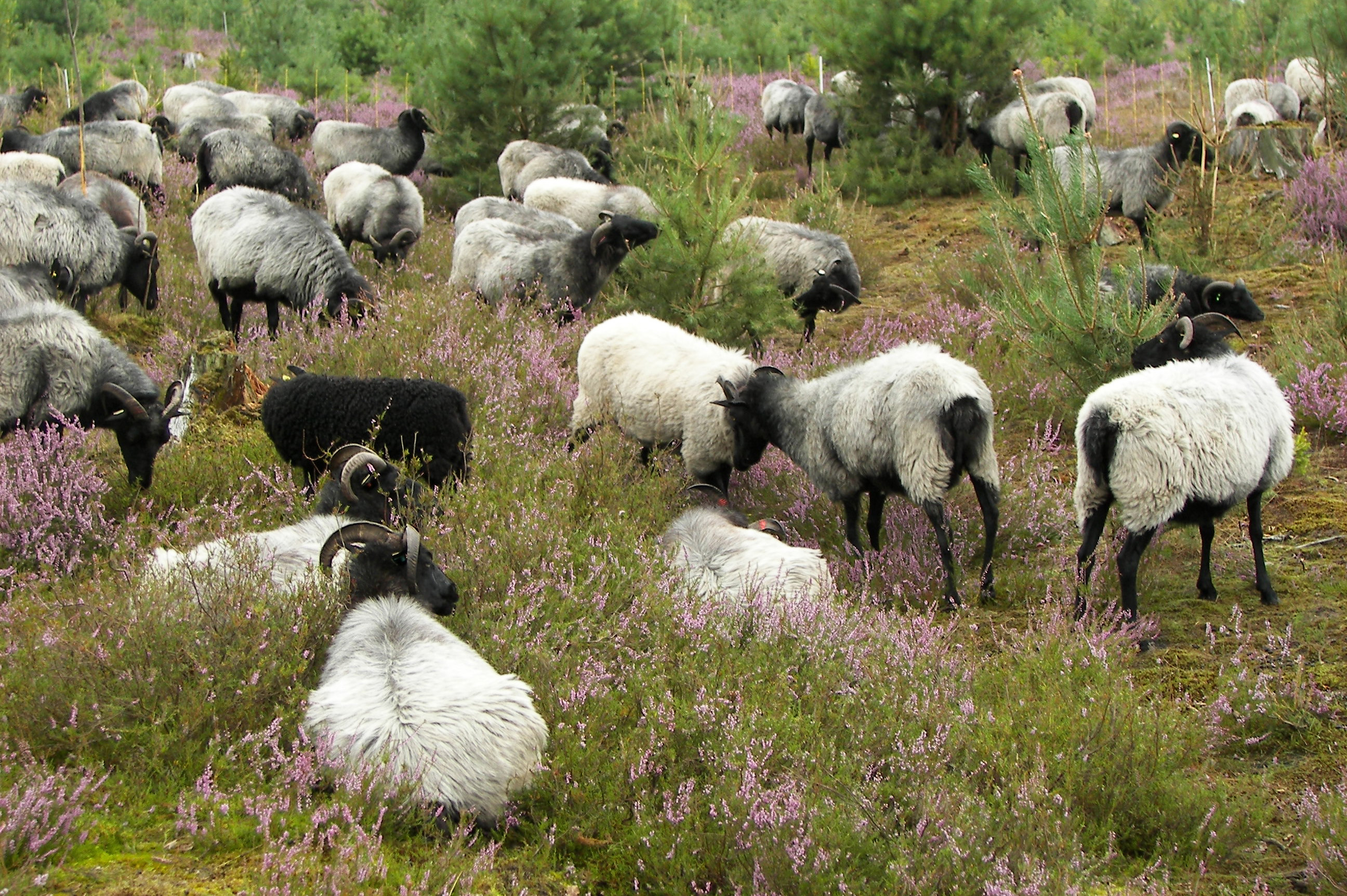
Pasoucí se ovce Heidschnucke

Přežívá zde původní populace tetřívka obecného (Tetrao tetrix). Z bludných balvánků z ledovcových usazenin rezervace nechává vršit hromady, v nichž hnízdí kriticky ohrožený bělořit šedý (Oenanthe oenanthe). Zvyšuje se počet jeřábů popelavých (Grus grus). Žijí tu ovce plemene Heidschnucke, které spásají vřes a náletové dřeviny. K opylování se zde chovají roje včel.

## Turistika
Každý rok oblast navštíví 4 miliony turistů. Sezona vrcholí v srpnu a září, kdy místní vřesoviště dosahují největšího květu. Pro návštěvníky je zde připraveno sedm naučných stezek (v délce od 1,5 do 7,2 km). Informační a vzdělávací střediska se nacházejí v šesti historických budovách.